# Freedom Fighters (EP)
Freedom Fighters är bandet Liberators första EP, utgiven 1996 på Burning Heart Records.

## Låtlista
1. "Government Spies" - 2:40
2. "Natural Component of Tears" - 2:45
3. "Handyman" - 1:24
4. "Mob Sez Murder" - 3:16
5. "Freedom Fighter Dub" - 3:04

## Medverkande
- Robert Ylipää - sång
- Johan Holmberg - trummor
- Rodrigo Hernan López-Calderón - bas
- Per Hedberg - gitarr
- Erik Wesser - orgel
- Peter Andersson - trombon
- Andreas Sjögren - saxofon